# Wendy James
Wendy James (Londra, 21 gennaio 1966) è una cantautrice britannica.

## Biografia
Wendy James è salita alla ribalta come membro dei Transvision Vamp, che si sono sciolti nel 1991. Due anni dopo ha pubblicato il suo primo album in studio da solista, Now Ain't the Time for Your Tears, prodotto da Chris Kimsey e interamente scritto da Elvis Costello, che ha raggiunto la 43ª posizione nella Official Albums Chart. È stato promosso dai singoli The Nameless One, London's Brilliant e Do You Know What I'm Saying?, arrivati rispettivamente alla numero 34, 62 e 78 della Official Singles Chart. Nel 2004 ha fondato un gruppo di nome Racine, che ha pubblicato due dischi prima di sciogliersi a dicembre 2008.

## Discografia

### Album in studio
- 1993 – Now Ain't the Time for Your Tears
- 2011 – Came Here to Blow Minds
- 2016 – The Price of the Ticket
- 2019 – Queen High Straight

### Singoli
- 1993 – The Nameless One
- 1993 – London's Brilliant
- 1993 – Do You Know What I'm Saying?